# ナイトフラワー (映画)
『ナイトフラワー』は、2025年11月28日公開予定の日本映画。原案・脚本・監督は内田英治が務める。主演は北川景子。昼はパート、夜はスナックで働きながら2人の子供を育てる母親がドラッグの売人になる姿を描いたヒューマンサスペンス。

## キャスト
永島夏希（ながしま なつき）
演 - 北川景子
借⾦取りに追われ、2⼈の⼦供を抱えて東京へ逃げてきた母親。昼も夜も働きながらも、明日食べるものもままならない、困窮した生活を送っている。夜の街で偶然ドラッグの密売現場に遭遇したことから、子どもたちとの生活のために自らもドラッグの売人になることを決意する。
芳井多摩恵（よしい たまえ）
演 - 森田望智
⼼に深い孤独を抱える格闘家。夏希のボディーガード役を買って出る。夏希を支えながら、徐々に絆を深めていく。
池⽥海（いけだ かい）
演 - 佐久間大介
多摩恵の幼なじみで、密かに思いを寄せている。ドラッグの密売の世界と多摩恵たちを結びつけるきっかけを作ることとなり、その後悔を胸に抱きながら最後まで多摩恵を守ろうと奔走する。
サトウ
演 - 渋谷龍太
街の⿇薬密売の元締め。夏希と取引をする。
岩倉
演 - 渋川清彦
元刑事の探偵。⿇薬密売のネタを追う。
星崎みゆき
演 - 田中麗奈
総合病院の院⻑夫⼈。岩倉に⼤学⽣の娘の素⾏調査を依頼する。
柳⼀郎
演 - 池内博之
多摩恵が所属するジムのコーチ。
多⽥真司
演 - 光石研
借⾦を抱えているジムの会⻑。

## スタッフ
- 監督：内田英治[1]
- 脚本：内田英治[1]
- 配給：松竹[1]
- 製作会社：2025「ナイトフラワー」製作委員会[1]